# Paulina Wota
Paulina Wota również jako Paulina Wróbel (ur. 7 sierpnia 1985) – polska judoczka.
Była zawodniczka klubów: KSJ Gwardia Koszalin (1997-2000), KJ Samuraj Koszalin (2001-2010). Brązowa medalistka wojskowych mistrzostw Europy 2010. Wicemistrzyni Polski seniorek 2006 w kategorii do 52 kg. Ponadto m.in. brązowa medalistka młodzieżowych mistrzostw Polski 2005 oraz dwukrotna brązowa medalistka mistrzostw Polski juniorek (2004, 2005).